# 鄧肯·詹姆士
鄧肯·詹姆士（Duncan Matthew James Inglis，1978年4月7日—）是英國的一位歌手、演員和電視主持人。在2000年至2005年期間，他是男子團體Blue的成員 。